# Роберто Стрелков
Роберто Стрелков (шп. Roberto Strelkov; Сан Педро де Хухуј, 25. март 1993) аргентински је пливач чија специјалност су спринтерске трке делфин стилом. Вишеструки је национални првак и рекордер у тркама на 50 и 100 метара делфин. 

## Спортска каријера
Стрелков је представљао Аргентину на Олимпијским играма младих 2010. у Сингапуру где је успео да се пласира у полуфинала трка на 50 слободно и 100 делфин. 
На сениорским светским првенствима дебитовао је у корејском Квангџуу 2019. где се такмичио у обе појединачне спринтерске трке делфин стилом. Трку на 50 делфин окончао је на 33, док је на дупло дужој деоници заузео 39. место. Месец дана касније, на Панамеричким играма у Лими заузео је девето место у трци на 100 делфин. 